# شنطة حمزة (فلم 2017)
شنطة حمزة فيلم مصري كوميدي أنتج عام 2017، من إخراج أكرم فاروق وتأليف أحمد عبد الله. وهو من أفلام عيد الأضحى 1438 هـ.

## الأحداث
تدور قصة الفيلم حول (حمادة هلال) النصاب المحترف، الذي يقع في حب فتاة قوية الشخصية كانت تعمل هي الأخرى في إحدى العصابات المشهورة بالنصب، فما الذي سيحدث.

## طاقم العمل
- حمادة هلال:حمزة
- أحمد فتحي:منير
- يسرا اللوزي:أمينة
- محمد ثروت:زيزو
- سامية الطرابلسي:نادية عسلية
- ضياء الميرغني:الطحاوي
- عبد الله مشرف:صاحب السيارة
- محمد متولي:عبده العجل
- سامي مغاوري:الحمامصي
- عمر نجيب:حودة التمرجي
- إيناس علي
- بيومي فؤاد:عم هاني الصياد
- طاهر أبو ليلة: ألبس
- حسن عبد الفتاح:خادم هاني
- إيمان السيد:متدربة قيادة سيارة

شارك في التمثيل:فاطمة كشري - عبد النبي أتو-أحمد جاد- محمد نصار- -محمد طه